# Ricardo de Montreuil
Ricardo de Montreuil (17 de maio de 1974) é um cineasta peruano. Em 2008 seu filme "Máncora" foi selecionado para a competição na categoria Drama durante o Sundance Film Festival.

## Filmografia
- Detroit (2010)
- Máncora (2008)
- La mujer de mi hermano (2005)

### Curta metragens
- The Raven (2010)
- La Amiga (2003)